# Christian Brewer
Christian Brewer (* 29. Oktober 1965; † 27. Februar 2021) war ein britischer Jazzmusiker (Altsaxophon, Sopransaxophon, auch Komposition).

## Leben und Wirken
Brewer studierte 1985 für ein Jahr in Leeds, um dann 1987 in London an der Guildhall School of Music and Drama den Postgraduierten-Kurs zu absolvieren. Musikalische Inspiration erfuhr er, als er mit Julian Joseph und den Brüder Mondesir in Ian Carrs London Fusion Orchestra spielte. Er lebte dann drei Jahre in Spanien; mit seiner Band, der Pianist Chano Domínguez und Bassist Francis Posé angehörten, trat er zwischen 1989 und 1991 auf spanischen Festivals auf; mit der Gruppe Decoy war er im spanischen Fernsehen bei Jazz entre amigos zu sehen und legte das Album D’aqui pa´lla vor.
Dann kehrte Brewer zurück nach Großbritannien. Dort arbeitete er im Quartett mit dem Pianisten Leon Greening, Tom Herbert und Sebastian Rochford und im Quintett mit Trompeter Damon Brown, den er schon aus der Schule in Leeds kannte. Laut Tom Lord nahm er zwischen 1998 und 2001 mit dem Damon Brown Quintet auf, mit er sowohl in Großbritannien als auch in Italien tourte. Nach seinem Debütalbum, das 2000 selbstproduziert erschien, konzertierte er 2003 auf dem Macau Jazz Festival mit dem Pianisten Antonio Cabritta. In London trat er regelmäßig in Clubs wie dem Ronnie Scott’s Jazz Club auf.
2005 spielte Brewer für das Label Basho ein weiteres Album unter eigenem Namen ein, Seesaw, mit Jim Hart (Vibraphon), Leon Greening (Piano), Phil Donkin bzw. Mick Coady (Bass) und Tristan Malliot (Schlagzeug). Es folgten seine Beteiligung an einem Album mit John Warren (Finally Beginning) und 2011 noch an einem von Andrea Pozza, European Quintet. Überdies gehörte er zu Carl Orrs Band Dangerfunk. Viele Jahre spielte er mit dem Gitarristen Jim Mullen; ihre gemeinsame Funk-Band Brewer’s Crew trat 2018 beim London Jazz Festival auf.
Des Weiteren spielte Brewer im Laufe seiner Karriere mit Geoff Gascoyne, mit dem Reggae-Posaunisten Rico Rodriguez, mit der Acid-Jazz-Band Push, Paul Weller, mit Ottis Grand, B.B. Seaton und mit den Ragga Twins, in Spanien auch mit Dave Schnitter, Jorge Pardo, Antonio Mesa und Tito Alcedo. Brewer galt als wichtiger Organisator in der Jazzszene Nordlondons.
John Fordham beschrieb Brewer im Guardian als „eine Art Mainstream-bis-Postbop-Altsaxophonisten, der in der britischen Jazzszene leicht als selbstverständlich betrachtet werden könnte“. Doch er sei fast so agil und ausdrucksstark wie der Charlie-Parker-Schüler Phil Woods in schnellen Stücken, und sein Balladenspiel spiegele die nervenaufreibende Seelenfülle Art Peppers wider.